# Yao Jinnan
Yao Jinnan (Fuzhou, China, 8 de febrero de 1995) es una gimnasta artística china, campeona del mundo en 2014 en el ejercicio de barras asimétricas, subcampeona en el mismo mundial en la competición por equipos, y subcampeona en el mundial de Tokio 2011 en el ejercicio de la viga de equilibrio.

## Carrera deportiva
En el mundial celebrado en Tokio en 2011 consiguió la plata en viga de equilibrio —tras su compatriota Sui Lu—, el bronce en el concurso completo individual —tras la estadounidense Jordyn Wieber (oro) y la rusa Viktoria Kómova— y también el bronce en la competición por equipos —en este caso China quedó situada tras EE. UU. (oro) y Rusia (plata)—.
En el Mundial de Nanning 2014 ganó la medalla de oro en el ejercicio de asimétricas, y la plata en la competición por equipos, tras Estados Unidos.